# Бен Олд
Бен Олд (англ. Ben Old, нар. 13 серпня 2002, Окленд) — новозеландський футболіст, півзахисник клубу «Веллінгтон Фенікс» та національної збірної Нової Зеландії.

## Клубна кар'єра
Народився 13 серпня 2002 року в новозеландському Окленді. Вихованець юнацьких команд футбольних клубів «Гібіскус Коаст», «Норт-Шор Юнайтед» та «Веллінгтон Фенікс».
У дорослому футболі дебютував 2021 року виступами за основну команду «Веллінгтон Фенікс», кольори якої захищає й донині.

## Виступи за збірні
2018 року дебютував у складі юнацької збірної Нової Зеландії (U-17), загалом на юнацькому рівні взяв участь у 4 іграх, відзначившись одним забитим голом.
2023 року залучався до складу молодіжної збірної Нової Зеландії. На молодіжному рівні зіграв у 2 офіційних матчах, забив 1 гол.
2022 року дебютував в офіційних матчах у складі національної збірної Нової Зеландії, з якою був учасником кубка націй ОФК 2024 року у Фіджі і Вануату.
2024 року був включений до заявки олімпійської збірної Нової Зеландії для участі у футбольному турнірі на тогорічних Олімпійських іграх у Парижі.
| Дата      | Місто                  | Господарі         | Результат          | Гості              | Турнір               | Голи | Примітки |
| --------- | ---------------------- | ----------------- | ------------------ | ------------------ | -------------------- | ---- | -------- |
| 18-3-2022 | Доха                   | Папуа Нова Гвінея | 0 – 1              | Нова Зеландія      | Відбір до ЧС 2022    | -    | 67'      |
| 25-9-2022 | Окленд (Нова Зеландія) | Нова Зеландія     | 0 – 2              | Австралія          | товариський матч     | -    | 74'      |
| 22-3-2024 | Каїр                   | Єгипет            | 1 – 0              | Нова Зеландія      | товариський матч     | -    | 70'      |
| 26-3-2024 | Каїр                   | Нова Зеландія     | 0 – 0 (2 – 4 п.п.) | Туніс              | товариський матч     | -    | 81'      |
| 18-6-2024 | Порт-Віла              | Нова Зеландія     | 3 – 0              | Соломонові Острови | Кубок націй ОФК 2024 | -    | 63'      |
| 21-6-2024 | Порт-Віла              | Вануату           | 0 – 4              | Нова Зеландія      | Кубок націй ОФК 2024 | 1    | 83'      |
| 27-6-2024 | Порт-Віла              | Нова Зеландія     | 5 – 0              | Таїті              | Кубок націй ОФК 2024 | -    | 79'      |
| 30-6-2024 | Порт-Віла              | Нова Зеландія     | 3 – 0              | Вануату            | Кубок націй ОФК 2024 | -    | 89'      |
| Усього    |                        | Матчів            | 8                  |                    | Голів                | 1    |          |